# Derek Whyte
Derek Whyte (* 31. August 1968 in Glasgow) ist ein ehemaliger schottischer Fußballspieler und -trainer. Als Innenverteidiger war er von 1985 bis 2003 in Schottland und England bei Celtic Glasgow, dem FC Middlesbrough, dem FC Aberdeen und Partick Thistle aktiv, dazu im Kader der schottischen Nationalmannschaft bei der Europameisterschaft 1992 in Schweden, der Europameisterschaft 1996 in England und der WM-Endrunde 1998 in Frankreich.

## Sportlicher Werdegang
Whyte galt in jungen Jahren als „Shooting Star“ im schottischen Fußball. Er kam früh in den Schüler- und Jugendnationalmannschaften zum Einsatz und bei Celtic Glasgow unterzeichnete er bereits im Alter von 16 Jahren im Mai 1985 einen Profivertrag. Er debütierte am 22. Februar 1986 beim 1:1-Heimremis gegen Heart of Midlothian und in den folgenden Partien sicherte sich Celtic gegenüber den Hearts aufgrund der besseren Tordifferenz die schottische Meisterschaft. Seine Spielweise als Verteidiger wirkte sehr reif für sein junges Alter und mit einer starken „Präsenz“ ausgestattet schien er vielen ein Vorbote eines künftigen Kapitäns des Klubs zu sein. Zwar blieb Whyte in der Spielzeit 1986/87 mit Celtic ohne Titelgewinn, aber in diesem Jahr etablierte er sich in der Stammformation, wobei er von seiner ursprünglichen Position als Außenverteidiger ins Zentrum wechselte. Gemeinsam mit dem späteren irischen Nationaltrainer Mick McCarthy bildete er die Innenverteidigung in der Spielzeit 1987/88, die Celtic im 100. Jahr der Vereinsgeschichte das „Double“ aus schottischer Meisterschaft und Pokal einbrachte. Im Jahr darauf verteidigte Celtic den schottischen Pokal, wobei Whyte beim 1:0-Sieg im Finale gegen den Lokalrivalen Rangers nach dem Führungstreffer von Joe Miller einen Schuss von Mark Walters auf der eigenen Torlinie klärte. In den folgenden Jahren fiel Celtic sportlich hinter dem finanziell stark aufgerüsteten Konkurrenten Rangers zurück. Dabei hatte nicht nur der Verein, sondern auch Whyte im Speziellen mit Formschwächen zu kämpfen. Seine vormals stabilen Darbietungen wurden häufiger mit Fehlern durchsetzt und nach drei durchwachsenen Jahren versuchte er 1992 in der neu gegründeten englischen Premier League einen Neuanfang beim FC Middlesbrough (gemeinsam mit Chris Morris) – beeinflusst wurde die Entscheidung durch Tony Mowbray, der im Jahr zuvor in die entgegengesetzte Richtung gewechselt war und „Boro“ nachhaltig empfahl. Etwas „unwürdig“ ist sein Engagement bei Celtic gegen Hibernian Edinburgh zu Ende gegangen, als er unsicher wirkte und ein Eigentor verschuldete. Anschließend scheiterten die Verhandlungen in Bezug auf eine mögliche Vertragsverlängerung in Glasgow.
Kurz vor seinem Wechsel nach England war Whyte Teil des schottischen Kaders bei der Europameisterschaft 1992 in Schweden. Dort kam er zwar nicht zum Einsatz, aber seine Länderspielkarriere, die mit einem 2:0 gegen Belgien am 14. August 1987 begonnen hatte, hatte einige Achtungserfolge aufzuweisen. Zwar kam er nur sporadisch zum Zuge, aber in den ersten sieben (von insgesamt zwölf) Länderspielen blieb er komplett ohne Gegentor. In seinem ersten Jahr für Middlesbrough stieg Whyte zunächst aus der englischen Eliteklasse ab, jedoch zwei Jahre später gelang als Zweitligameister die Rückkehr in die Premier League. Seine Leistungen im Jahr des Wiederaufstiegs wurden dabei vielfach gerühmt – Herausstellungsmerkmale waren seine Vielseitigkeit und die technischen Fertigkeiten – und führten zu zahlreichen Auszeichnungen zum „Man of the Match“. In der Erstligasaison 1995/96 war Whyte zunächst eine Konstante in der Innenverteidigung des FC Middlesbrough an der Seite von Nigel Pearson und Steve Vickers. Zwei längere Verletzungspausen von Oktober bis Dezember und danach von Januar bis Februar sorgten danach dafür, dass die zu Beginn sichere Defensive „löchriger“ wurde und erst seine Rückkehr sorgte wieder für die notwendige Stabilität auf dem Weg zum letztlich sicheren Klassenerhalt. Weitere Belohnung für sein Comeback war danach seine „Last-Minute-Nominierung“ in den schottischen Kader für die Europameisterschaft 1996 in England (wie vier Jahre zuvor musste er sich die Spiele jedoch auch hier vollständig von der Ersatzbank aus ansehen). In der Saison 1996/97 gehörte Whyte weiterhin zu den Führungsspielern von Boro und war zeitweise Kapitän des Teams. Dennoch konnte er den erneuten Abstieg als Tabellenvorletzter nicht verhindern und auch bei den beiden Finalteilnahmen im FA Cup und im Ligapokal war er nicht vertreten. Beim angestrebten Wiederaufstiegsziel sollte er bei einem möglichen Umbau zwar nicht zur Debatte stehen, aber ein halbes Jahr später zog es Whyte dann doch in seine schottische Heimat zurück, wo er ab Dezember 1997 für den FC Aberdeen aufzulaufen begann. Bei der WM 1998 in Frankreich war er bei einem Endrundenturnier dabei und wie in den beiden Europameisterschaften zuvor nur Ersatzmann, der nicht zum Einsatz kam.
Die Entscheidung für die Rückkehr nach Schottland war hauptsächlich aus zwei Gründen gefallen. Zum einen sorgte in Middlesbrough die Verpflichtung des Italieners Gianluca Festa dafür, dass Whyte seinen Stammplatz verlor. Darüber hinaus kannte er Aberdeens Trainer Alex Miller aus der Zusammenarbeit bei der schottischen Nationalmannschaft, der ihm gleichzeitig eröffnete, dass damit seine Chancen für die Teilnahme an der WM in Frankreich verbessert würden. Fünf Tage vor Weihnachten debütierte er gegen den FC Kilmarnock und in den folgenden Jahren absolvierte er für die „Dons“ insgesamt 155 Pflichtspiele (davon 134 in der Liga). Größte Errungenschaft war dabei im Jahr 2000 das Erreichen des Endspiels im schottischen Pokal, das gegen die Glasgow Rangers deutlich (und geprägt durch die frühe Verletzung von Torhüter Jim Leighton) mit 0:4 verloren ging. Er absolvierte gegen seinen Ex-Klub Celtic am 12. Mai 2002 sein letztes Spiel für Aberdeen, bevor er zum Erstligaaufsteiger Partick Thistle weiter zog. Dort ließ er bis Ende 2003 seine aktive Laufbahn auslaufen. Gemeinsam mit Gerry Britton übte er jedoch weiter das Cheftraineramt aus, was jedoch nicht von Erfolg gekrönt war. Nach dem Abstieg im Sommer 2004 zeichnete sich der direkte Fall in die Drittklassigkeit ab und bevor dieser feststand, hatte der Verein mit der Entlassung des Duos die Notbremse gezogen.

## Titel/Auszeichnungen
- Schottische Meisterschaft (1): 1988
- Schottischer Pokal (2): 1988, 1989